# آلتنبورغ
آلتنبورغ (بالألمانية: Altenburg) هي بلدة ألمانية تقع في تورينغن. يقدر عدد سكانها بـ 37,236 نسمة. وهي إحدى مدن بربروسا.

## المدن التوأمة
مدن أولتن وأوفنبورغ هي مدن توأمة لـآلتنبورغ.

## أعلام
- يوهان لودويغ كريبز
- فريدرش الأول ناخب ساكسونيا
- إليزابيث من براونشفايغ-فولفنبوتل، دوقة ساكس ألتنبورغ
- فريدرش فيلهلم الثاني، دوق ساكس ألتنبورغ
- فريدرش فيلهلم الثالث، دوق ساكس ألتنبورغ
- هيرمان شليغل
- إرنست الأول، دوق ساكس غوتا
- يوهان فيليب، دوق ساكس-ألتنبورغ
- يوهان إرنست الأول، دوق ساكس فايمار
- فيلهلم، دوق ساكس فايمار

## معرض صور

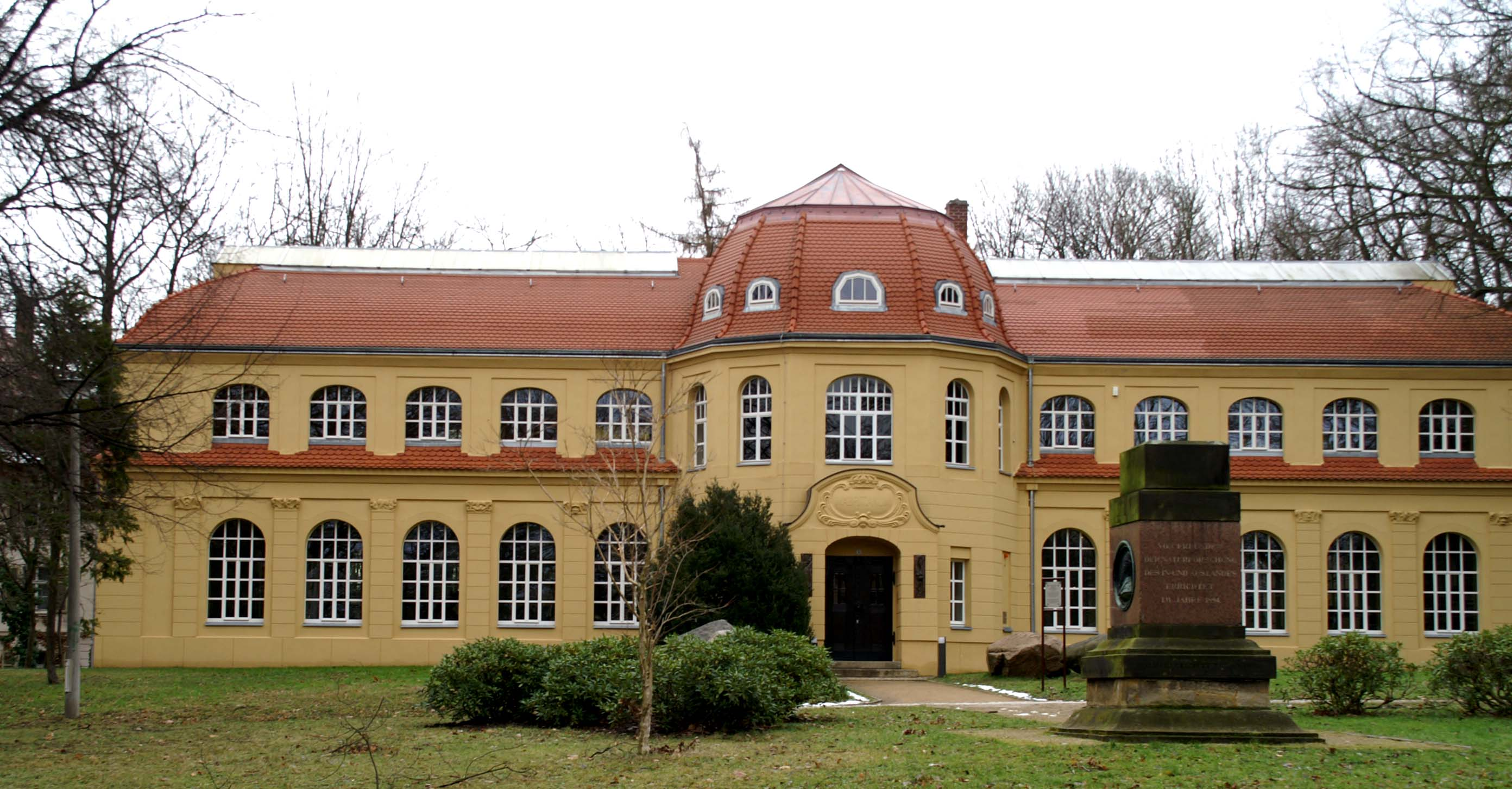
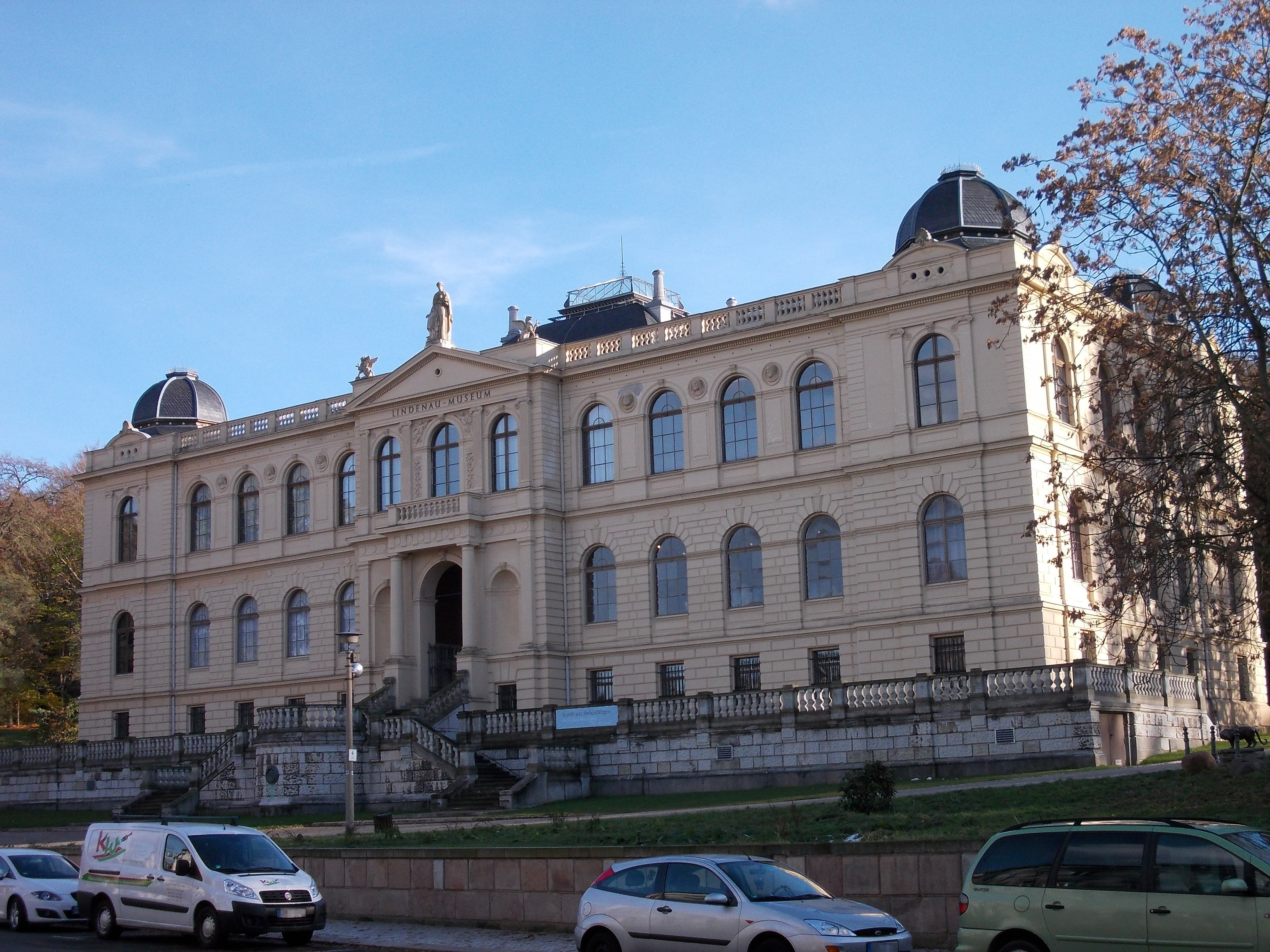
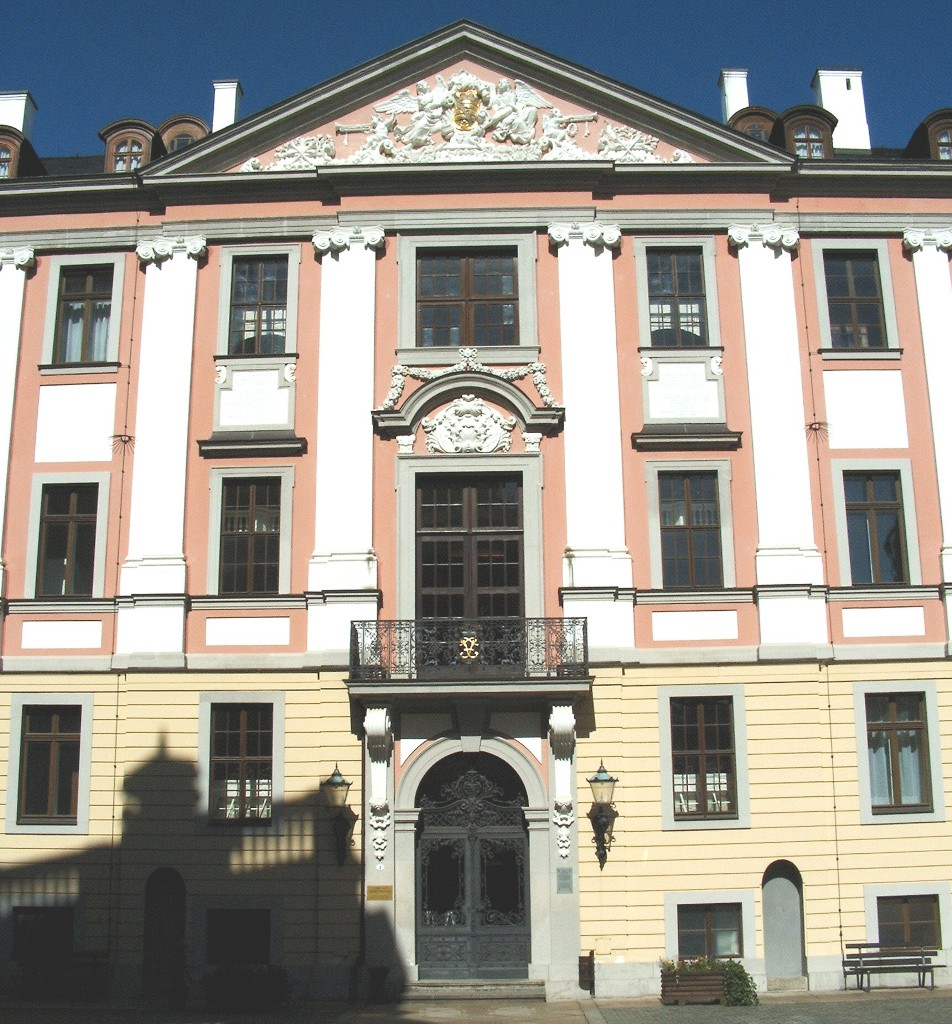
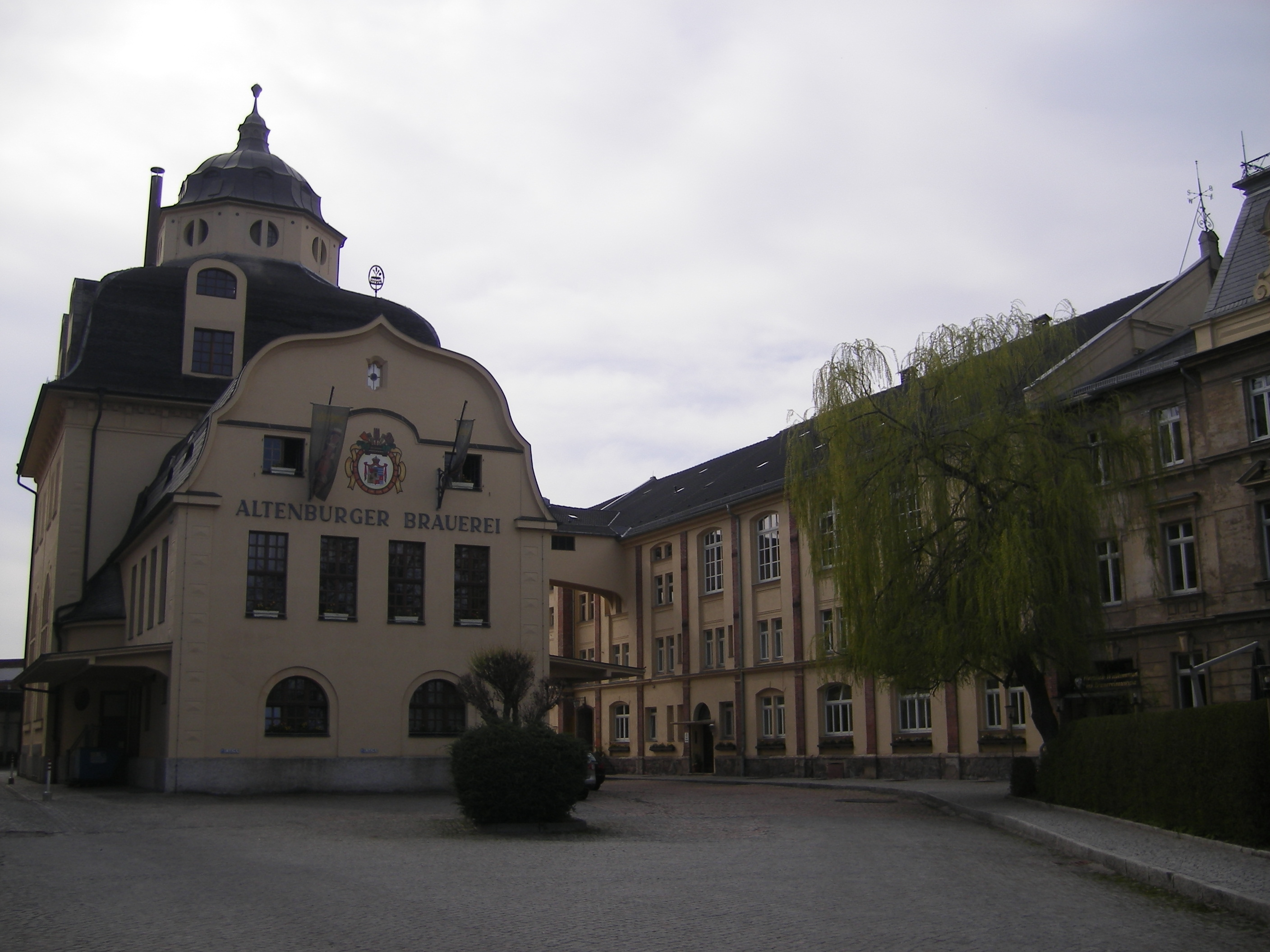